# كأس الاتحاد الصيني 2012
كأس الاتحاد الصيني 2012 (بالصينية: 2012年中国足协杯) هو موسم من كأس الاتحاد الصيني. كان عدد الأندية المشاركة فيه 48، وفاز فيه غوانغجو إفرغراند تاوباو.